# Олександр Девід Гуд
Олександр Девід Гуд (англ. Alexander David Goode; нар.10 травня 1911 — пом.3 лютого 1943) — рабин й доктор філософії, лейтенант Корпусу капеланів армії Сполучених Штатів. Був одним з Чотирьох капеланів, які віддали свої життя, щоби врятувати інших солдатів під час потоплення транспорту військ «СС Дорчестер» під час Другої світової війни.

## Життєпис
Народився в окрузі Брукліну міста Нью-Йорк. Був одним із чотирьох дітей бруклінського рабина Хімана Гудековича. У м. Вашингтоні він відрізнився на спортивних змаганнях Східної середньої школи. Став рабином після закінчення університету в Цинциннаті в 1937 р., в Коледжі Єврейського Союзу. Навчаючись в тому коледжі він провів літо у праці як рабинський студент Вашингтонської єврейської конгрегації. У 1940 р. він захистив ступінь доктора філософії в Університеті Джонса Гопкінса.
Він був одружений в 1935 р. на Терезі Флакс, племінниці Ел Джолсона, від якої у нього була одна донька, Розалія.
Служив рабином у м. Маріоні штату Індіана та м. Йорку штату Пенсільванія. У 1941 р. створив бойскаутову команду № 37 у Йорку як мультикультурну (змішану расово), першу військову частину в США, щоби розвідники отримували католицькі, юдейські та протестантські нагороди.
У тому ж році він подав заяву, щоби стати військовим капеланом у ВМС США, що була відхилена. Наступного року він був прийнятий до армії США, з наказом пройти вишкіл у Гарвардському університеті, де він навчався у Школі капеланів для підготовки до розгортання підрозділу у Європі. Після чого він виконував коротку службу на авіабазі в м. Голдсборо штату Північна Кароліна. У жовтні 1942 р. він приєднався до інших капеланів, щоби почати роботу на кораблі «СС Дорчестер» за кілька місяців.

## Загибель
Наприкінці 1942 р. він був переведений в табір Мейлз Стендіш в Таунтон штату Массачусетс, і навчався у Школі капеланів при Гарвардському університеті. Там він познайомився з колегами капелланами Джорджом Ленсінгом Фоксом, Джоном Патріком Вашингтоном та Кларком Вандерсалом Полінгом. У січні 1943 р. капелани вступили на борт судна «СС Дорчестер», що через Ґренландію мав переправити понад 900 солдатів до Сполученого Королівства.
2 лютого 1943 р. німецький підводний човен U-223 на ходу влучив у корабель поціливши торпедою, що вдарила у судно «СС Дорчестер» після опівночі. Сотні чоловіків поспішили на рятувальні шлюпки, хоча деякі рятувальні човни були пошкоджені. А четверо капеланів почали організовувати порятунок наляканих новобранців, солдат. Капелани роздавали рятувальні жилети, і кожен з капеланів віддав іншим солдатам свої рятувальні жилети через нестачу. Коли не вистачило човнів для спасіння, капелани молилися з тими, хто не міг уникнути занурення корабля. Через 27 хвилин після удару торпеди, судно «СС Дорчестер» затонуло, хоча на борту залишалося 672 особи. Останні, хто бачив чотири капелани свідчили, що ті стояли взявшись за руки у молитві разом.

## Вшанування
Чотири капелани були нагороджені Хрестом «За видатні заслуги» у 1944 р. та «Пурпурне Серце», отримали національне визнання за мужність та самопожертву.
Капела на їх честь була присвячена 3 лютого 1951 року президентом Гарі С. Труменом в Благодійній баптистській церкві Філадельфії. Медаль «Чотирьох капеланів» була заснована актом Конгресу 14 липня 1960 р., і посмертно була представлена їхніми родинам секретарем армії Уілбером М. Брукером в Форті Майєр штату Вірджинія, 18 січня 1961 р.. Посмертно — Медаль Перемоги у Другій світовій війні.
Пам'ять його відзначається святковим днем разом з іншими чотирма капеланами на літургійному календарі єпископальної церкви США 3 лютого.